# Tubaria pallidispora
Tubaria pallidispora är en svampart som beskrevs av J.E. Lange 1940. Tubaria pallidispora ingår i släktet Tubaria och familjen Inocybaceae.   Inga underarter finns listade i Catalogue of Life.